# Josef Axinger
Josef Axinger (* 25. Oktober 1871 in Michelsneukirchen; † 3. August 1944 in der JVA München-Stadelheim) war ein deutscher Widerstandskämpfer in Österreich und Opfer der NS-Justiz.

## Leben
Axinger arbeitete nach seinem Schulbesuch zunächst in der Landwirtschaft, erlernte dann das Friseurhandwerk und wurde 1900 Mitglied der SPD. Im Juni 1928 ließ er sich in Axams als Friseurmeister nieder und trat der SPÖ bei. Von 1934 bis 1938 nahm er an illegalen sozialistischen Aktionen in Axams teil. Er hörte „Feindsender“ und verteilte von den Alliierten abgeworfene Flugblätter, die zum Sturz Hitlers aufriefen und den Sieg der Alliierten vorhersagten. Am 14. September 1943 wurde Axinger infolge einer Denunziation von der Gestapo festgenommen und in die Polizeihaft nach Innsbruck eingeliefert. Vom 24. September 1943 bis 7. April 1944 befand er sich im landesgerichtlichen Gefangenenhaus, wurde schwer gefoltert und in die Haftanstalt München-Stadelheim überstellt. Der 6. Senat des Volksgerichtshofes unter dem Vorsitz von Hermann Granzow verurteilte ihn in der Hauptverhandlung am 12. April 1944 wegen „Rundfunkverbrechens und Feindbegünstigung“ zum Tode. Josef Axinger wurde am 3. August 1944 in München-Stadelheim hingerichtet.  Sein Abschiedsbrief ist verschollen, seine Grabstätte unbekannt.

## Gedenken
Axingers Lebensgefährtin Theresia Gaspari ließ an der Außenseite der Axamer Kirche eine Gedenktafel anbringen, die später an der Friedhofsmauer befestigt wurde und bei Renovierungsarbeiten in den 1990er Jahren verloren ging. Durch die Initiative des Bundes Sozialistischer Freiheitskämpfer wurde 2004 beschlossen, zu seinem 60. Todestag am 3. August 2004 eine neue Gedenktafel zu erstellen. Dies wurde jedoch durch den Axamer Gemeinderat abgelehnt, stattdessen sollte Josef Axinger in einem 2005 erscheinenden Heimatbuch erwähnt werden. Die Initiative protestierte dagegen und konnte erreichen, dass am 12. April 2005 am Widumhöfl in Axams, Innsbruckerstraße 1, dem früheren Wohn- und Arbeitshaus von Josef Axinger, eine neue Gedenktafel eingeweiht werden konnte.
Auf der westlichen Seite des Befreiungsdenkmals in Innsbruck wurde sein Name eingraviert.